# ザカフカース社会主義連邦ソビエト共和国

ザカフカース社会主義連邦ソビエト共和国
#各言語での国名節参照

国の標語: ロシア語: Пролетарии всех стран, соединяйтесь!
アゼルバイジャン語: !بوتون اؤلکه‌لرین پرولئتارلاری، بیرلشین 
/ Bütün ölkәlәrin proletarları, вirlәşiniz!
アルメニア語: Պրոլետարներ բոլոր երկրների, միացե'ք!
グルジア語: პროლეტარებო ყველა ქვეყნისა, შეერთდით!（万国のプロレタリアよ、団結せよ！）
ソビエト連邦におけるザカフカース連邦共和国の位置

ザカフカース社会主義連邦ソビエト共和国（ザカフカースしゃかいしゅぎれんぽうソビエトきょうわこく）、略称でザカフカース共和国（ザカフカースきょうわこく）は、1922年から1936年まで存在したソビエト連邦構成共和国。スターリン憲法の施行にともない廃止された。

## 各言語での国名
- ロシア語: Закавказская Социалистическая Федеративная Советская Республика, ラテン文字転写: Zakavkazskaya Sotsialisticheskaya Federativnaya Sovetskaya Respublika
- アゼルバイジャン語: Zaqafqaziya Sosialist Federativ sovet Respublikası
- アルメニア語: Անդրկովկասյան Սոցիալիստական Ֆեդերատիվ Խորհրդային Հանրապետություն, ラテン文字転写: Andrkovkasyan Sots’ialistakan Federativ Khorhrdayin Hanrapetut’yun
- ジョージア語: ამიერკავკასიის სოციალისტური ფედერაციული საბჭოთა რესპუბლიკა, ラテン文字転写: amierk’avk’asiis sotsialist’uri pederatsiuli sabch’ota resp’ublik’a

## 歴史
ザカフカースにおける共同体国家の構想の起源はロシア帝国の崩壊後の1918年の十月革命までさかのぼる。この革命の後、コーカサスの各州は分離独立して、ザカフカース民主連邦共和国という独立国家を結成した。しかし、民族・国家間の利害対立や、第一次世界大戦におけるオスマン帝国との対立により、ザカフカース連邦はわずか2か月後の1918年4月に解体された

3つの後継国家であるアルメニア第一共和国、アゼルバイジャン民主共和国、グルジア民主共和国はロシア内戦が山岳地帯を越えて展開される中、内戦の終結まで存在したが、赤軍の侵攻によりソビエト化された。1920年以降、アゼルバイジャン、アルメニア、グルジアで、相次いでボリシェヴィキ政権が成立した。ボリシェヴィキは、この地域の経済的、政治的統一を図るため、三国で構成される連邦の創設を推進する。1921年4月11日、バクー・ソビエトはザカフカース・ソビエト共和国の結合について決議した。11月7日の第2回ザカフカース党会議はザカフカース共和国連邦について決議。
1922年3月12日、ティフリスで開催された三共和国の中央執行委員会代表によるソビエト大会は「ザカフカース社会主義ソビエト共和国連邦的同盟についての条約（ザカフカース連邦結成条約）」を確認した。そして、ソビエト化された三共和国のアルメニア、アゼルバイジャン、グルジアは、「ザカフカース社会主義ソビエト共和国連邦同盟」として統合された。同年12月13日、第一回全ザカフカース・ソビエト会議において、正式に統一された連邦国家へと再編され、「ザカフカース社会主義連邦ソビエト共和国」と改称された。ただし、形式的に構成共和国の自治は維持された。大会では憲法が採択され、ザカフカース中央執行委員会（最高立法機関）および人民委員会議（政府）も設置された。グルジアのボリシェヴィキ指導者であるマミヤ・オラヘラシュヴィリが、ザカフカースSFSR人民委員会議の初代議長となった。首都はトビリシに置かれた。

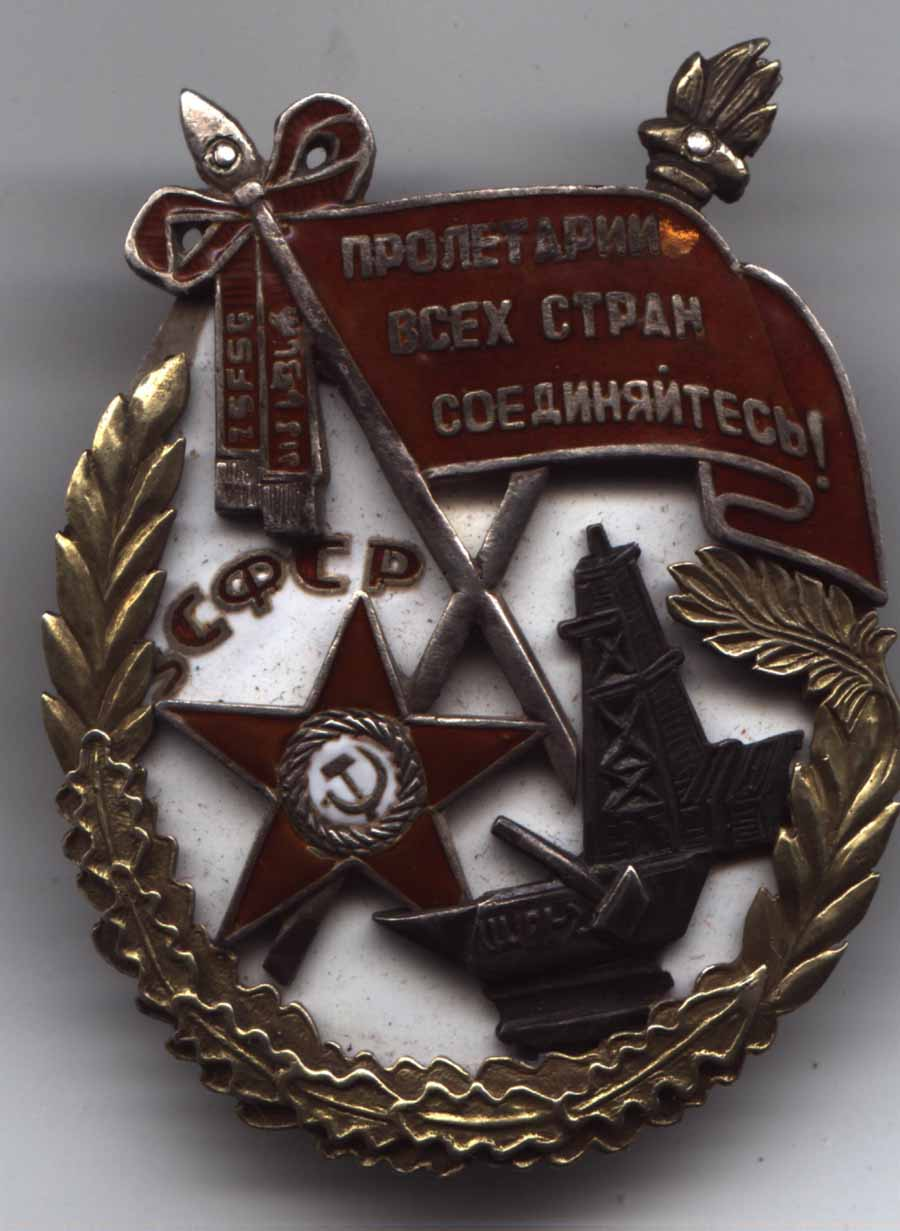
ザカフカース・ソビエトが発行した労働赤旗勲章。

そして、1922年12月30日の第1回全連邦ソビエト大会で、同共和国は、ロシア、ウクライナ、白ロシアとともに、ソビエト連邦を創設した。
1936年、スターリン憲法制定に伴ってザカフカース・ソビエト連邦社会主義共和国は廃止され、内部のグルジア・ソビエト社会主義共和国、アルメニア・ソビエト社会主義共和国、アゼルバイジャン・ソビエト社会主義共和国の3か国がソビエト連邦直下の構成国となった

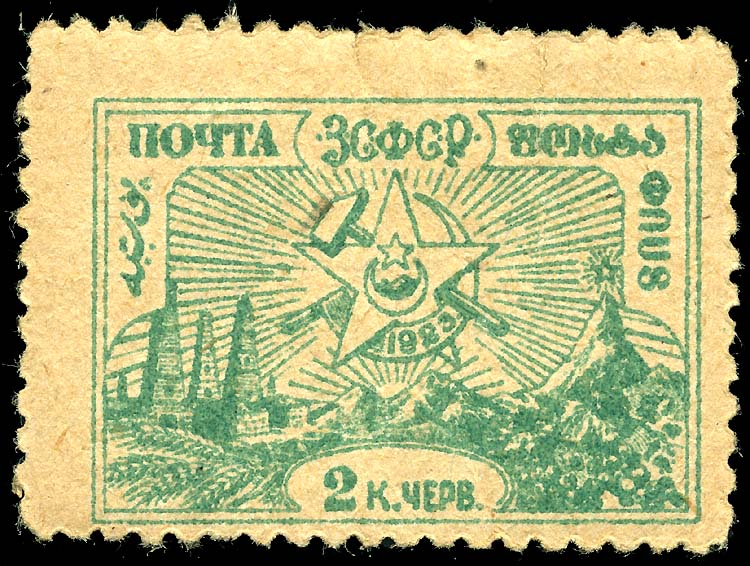
ザカフカース連邦の切手。それまで三国が独自に発行していた物に連邦の頭文字の5文字を記載している。

## 国内の自治共和国
赤軍によるグルジア侵攻の後、アブハジア（グルジア民主共和国内の自治州）は、ソビエト共和国として宣言された。1922年3月、アブハジアの革命委員会はこの地域をアブハジア社会主義ソビエト共和国（アブハジア・ソビエト）と改称した。新たなソビエト共和国として宣言したにもかかわらず、グルジア、ロシアとの関係はまだ正式には確定していなかった。1921年12月16日、アブハジア・ソビエトはグルジア・ソビエトとの間で同盟条約を締結し、自らの地位を「条約共和国」（ロシア語: договорная республика）として明文化した。この協定により、アブハジア独自の軍の編成が認められるとともに、両共和国間の政治的および財政的な統合が確立された。こうして、アブハジアはグルジアを通じてザカフカース社会主義連邦ソビエト共和国に加盟し、当初は連邦内の他の共和国と対等の地位にあった。しかし1931年2月19日、アブハジアの共和国としての地位は格下げされ、グルジア・ソビエト内のアブハズ自治ソビエト社会主義共和国へと移行した。

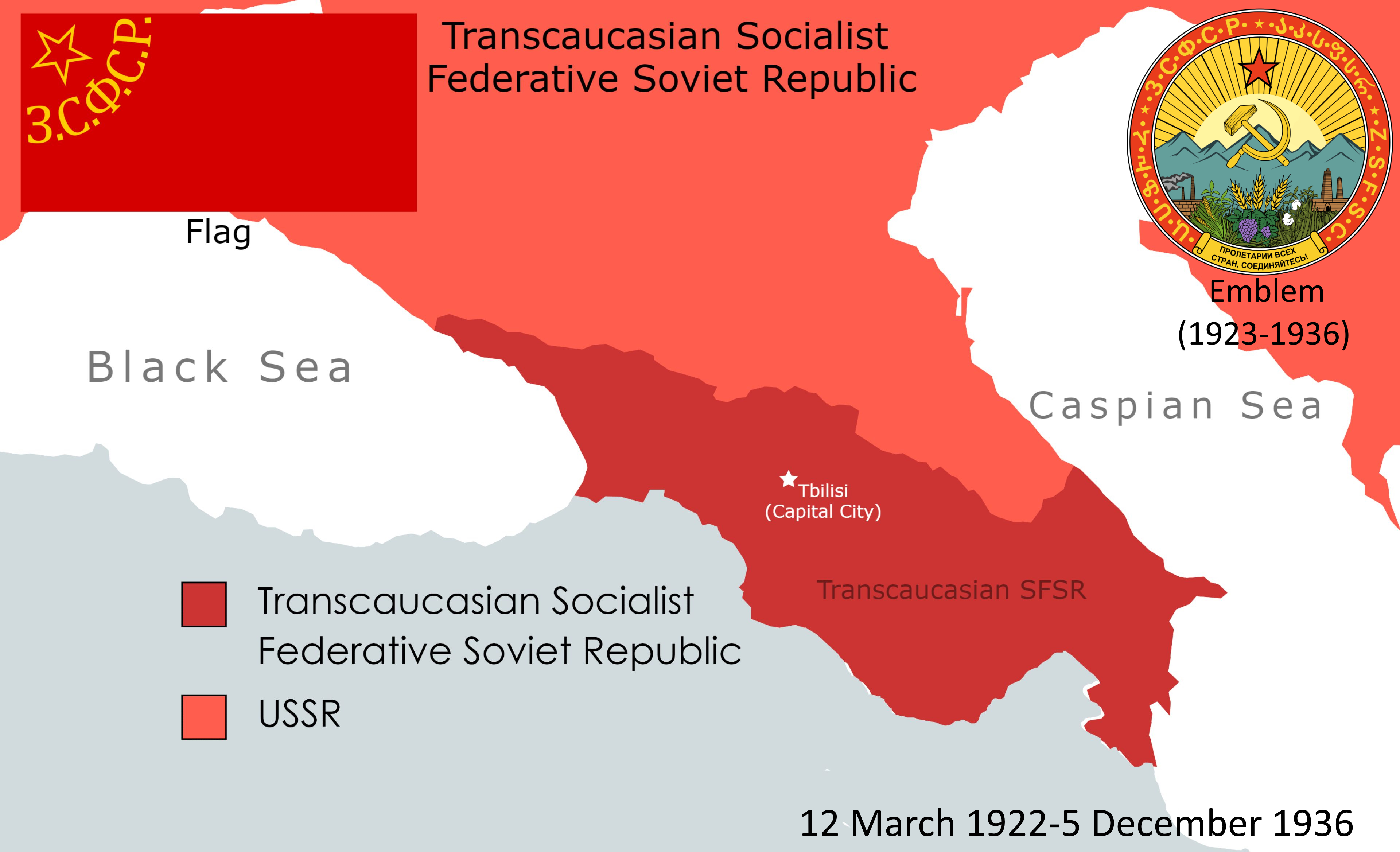
ソビエト時代のザカフカースの地図

カルス条約により、1921年7月16日、グルジア・ソビエト内にアジャリア自治ソビエト社会主義共和国が設立された。この条約は、第一次世界大戦中のコーカサス戦役の終結を記念するものであり、ロシア帝国クタイス県の旧バトゥミ州をグルジアとトルコで分割することを定めていた。この協定により、グルジア系ムスリムが多く居住する北半分はグルジア・ソビエトの一部となるが、自治権が付与されることになった。
もう一つの自治共和国が、1920年7月にナヒチェヴァンに設立された。この地域はアルメニア、トルコ、イランと国境を接しており、アルメニア人とアゼルバイジャン人の双方によって領有が主張されていた。赤軍によってこの地域が占領された後、アゼルバイジャン・ソビエト社会主義共和国と緊密な関係を持つナヒチェヴァン自治ソビエト社会主義共和国が宣言さた。モスクワ条約とカルス条約によりナヒチェヴァン地域をアゼルバイジャン・ソビエトの保護下にある自治共和国と位置付けられた。

## 通貨
連邦の領域内では、さまざまな通貨が流通していた。1922年4月11日、ロシア社会主義連邦ソビエト共和国（RSFSR）の財務人民委員代理グリゴリー・ソコリニコフと、ザカフカース社会主義連邦ソビエト共和国（ZSFSR）の財務人民委員アレクサンドル・スワニーゼは、ザカフカースとロシアの共和国間における通貨制度の統一に関する協定を締結したが、この協定にはザカフカースにおける単一通貨の創設は含まれていなかった。通貨改革が開始され、そのために、ザカフカースには150万プードの穀物、500万アルシンの織物、25万9千ルーブル分の金貨が送られた。また、ロシアとザカフカースの統合を実現するために関税同盟と、鉄道運賃の統一が実施され、「ロシア・コーカサス貿易株式会社」が設立された。1923年1月10日、ザカフカース連邦評議会の決議によりザカフカース・ルーブルが導入されたが、しかし、1923年春までにの主要通貨はチェルヴォネツになった<（国立銀行からの融資はチェルヴォネツで発行された） 。

## 政府首班

### 連邦会議議長
| 代                         | 氏名                         | 就任日                     | 退任日                     |
| アゼルバイジャン共和国代表 | アゼルバイジャン共和国代表   | アゼルバイジャン共和国代表 | アゼルバイジャン共和国代表 |
| -------------------------- | ---------------------------- | -------------------------- | -------------------------- |
| 1                          | ナリマン・ナリマノフ         | 1922年3月12日              | 1923年1月15日              |
| アルメニア共和国代表       |                              |                            |                            |
| 1                          | アレクサンドル・ミャスニコフ | 1922年3月12日              | 1923年1月15日              |
| グルジア共和国代表         |                              |                            |                            |
| 1                          | ブドゥ・ムディヴァニ         | 1922年3月12日              | 1922年12月4日              |
| 2                          | シャルヴァ・エリアヴァ       | 1922年12月4日              | 1923年1月15日              |

### 中央執行委員会議長
| 代                         | 氏名                               | 就任日                     | 退任日                     |
| アゼルバイジャン共和国代表 | アゼルバイジャン共和国代表         | アゼルバイジャン共和国代表 | アゼルバイジャン共和国代表 |
| -------------------------- | ---------------------------------- | -------------------------- | -------------------------- |
| 1                          | サメド・アガ・アガマリ・オグルィ   | 1923年1月16日              | 1930年1月26日              |
| 2                          | ガザンファル・ムサベコフ           | 1931年1月18日              | 1932年1月28日              |
| 3                          | スルタン・メジド・エフェンディエフ | 1932年1月28日              | 1937年                     |
| アルメニア共和国代表       |                                    |                            |                            |
| 1                          | サルキス・アンバルツミャン         | 1923年1月16日              | 1925年4月11日              |
| 2                          | セルゲイ・ハノヤン                 | 1925年4月15日              | 1927年4月5日               |
| 3                          | サルキス・カシヤン                 | 1927年4月9日               | 1931年2月20日              |
| 4                          | アルメン・アナニャン               | 1931年2月27日              | 1935年1月15日              |
| 5                          | セルゲイ・マルチキャン             | 1935年1月18日              | 1937年                     |
| グルジア共和国代表         |                                    |                            |                            |
| 1                          | ミハ・ツハカヤ                     | 1923年1月16日              | 1931年2月27日              |
| 2                          | フィリップ・マハラゼ               | 1931年2月27日              | 1935年3月5日               |
| 3                          | アヴェリ・エヌキゼ                 | 1935年3月5日               | 1935年5月27日              |
| 4                          | フィリップ・マハラゼ               | 1935年5月27日              | 1937年                     |

## 人口/民族
1926年時点:
- ザカフカース連邦全土 - 5,861,600人
  - アゼルバイジャン共和国 - 2,314,600人
  - アルメニア共和国 - 880,500人
  - グルジア共和国 - 2,666,500人

| 総人口             | 5,861,600人 | 100 %  |
| ------------------ | ----------- | ------ |
| グルジア人         | 1,788,200人 | 30,5 % |
| アゼルバイジャン人 | 1,652,800人 | 28,2 % |
| アルメニア人       | 1,333,600人 | 22,8 % |
| ロシア人           | 336,100人   | 5,7 %  |
| オセチア人         | 133,300人   | 2,3 %  |
| タリシュ人         | 77,000人    | 1,3 %  |
| クルド人           | 64,700人    | 1.1 %  |
| ギリシア人         | 57,100人    | 1 %    |
| アブハズ人         | 56,800人    | 1 %    |
| ウクライナ人       | 53,600人    | 0.9 %  |
| レズギ人           | 40,700人    | 0.7 %  |
| ユダヤ人           | 29,900人    | 0.6 %  |
| タート人           | 28,400人    | 0.5 %  |
| タタール人         | 9,900人     | 0.2 %  |
| ペルシア人         | 9,400人     | 0.2 %  |
| アッシリア人       | 3,100人     | 0.05%  |
| ヤジディ人         | 2,800人     | 0.05%  |
| ウディ人           | 2,400人     | 0.04%  |